# Cattleya amethystoglossa
Cattleya amethystoglossa là một loài thực vật có hoa trong họ Lan. Loài này được Linden & Rchb.f. ex R.Warner mô tả khoa học đầu tiên năm 1862.

## Hình ảnh

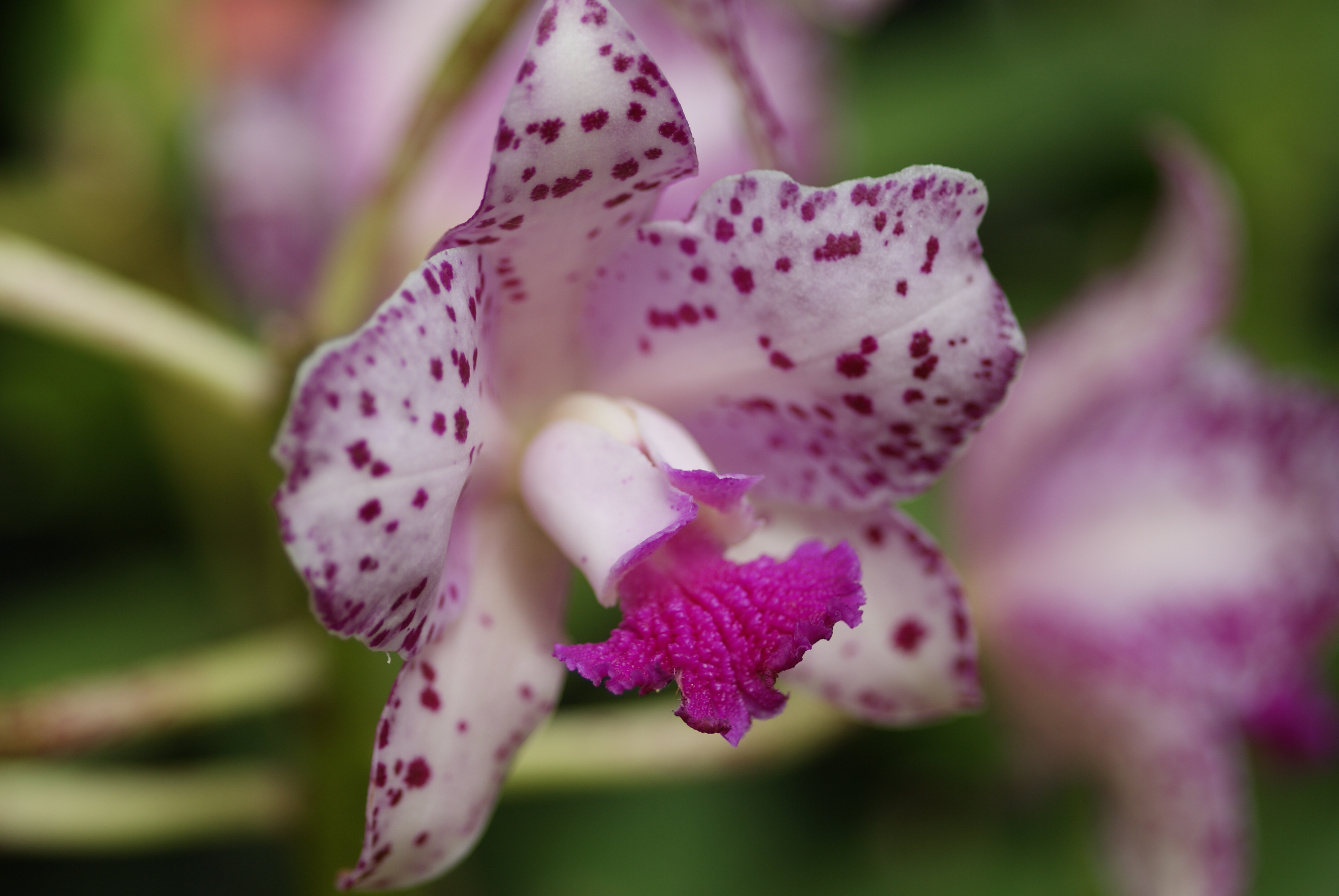
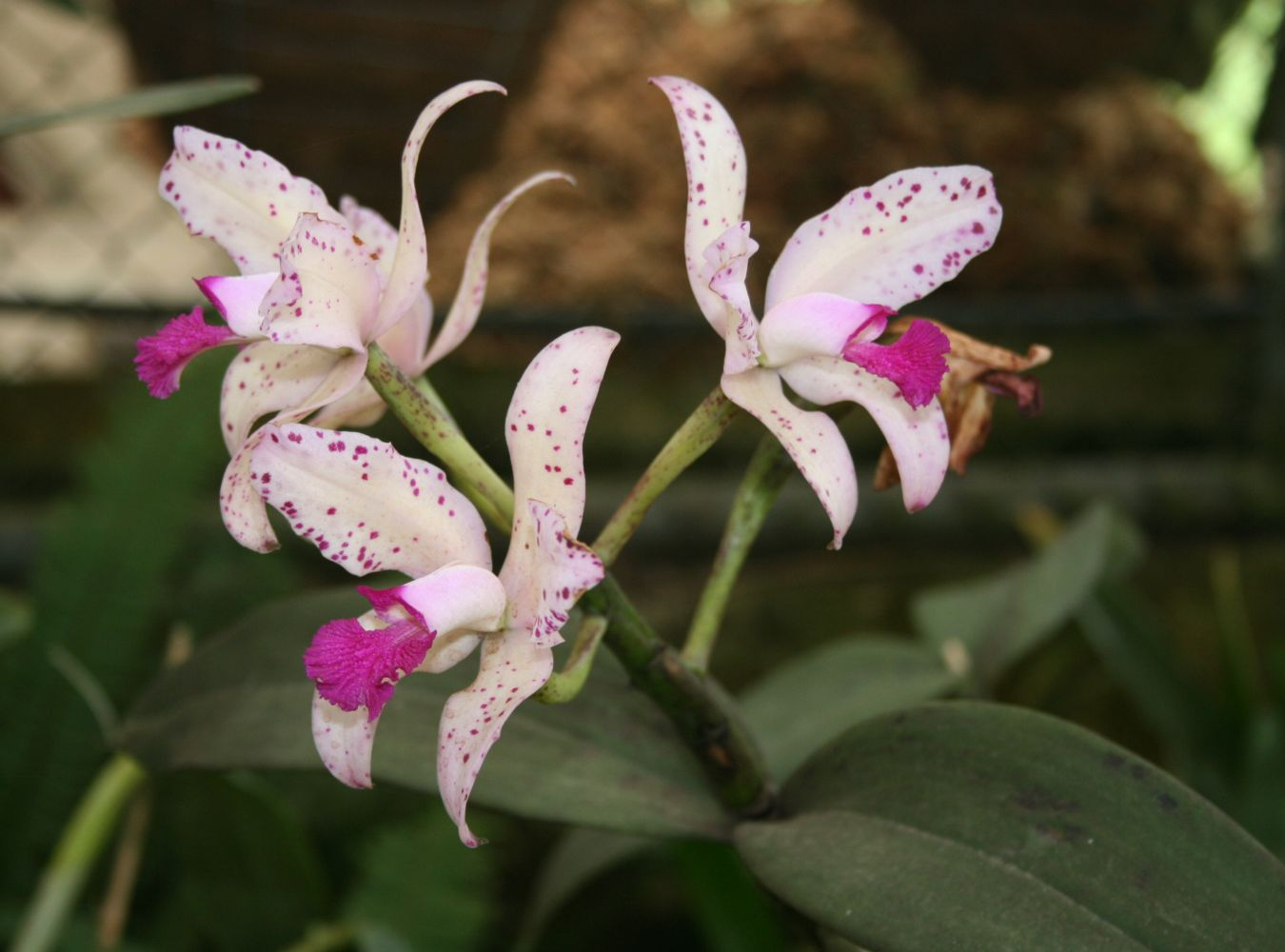
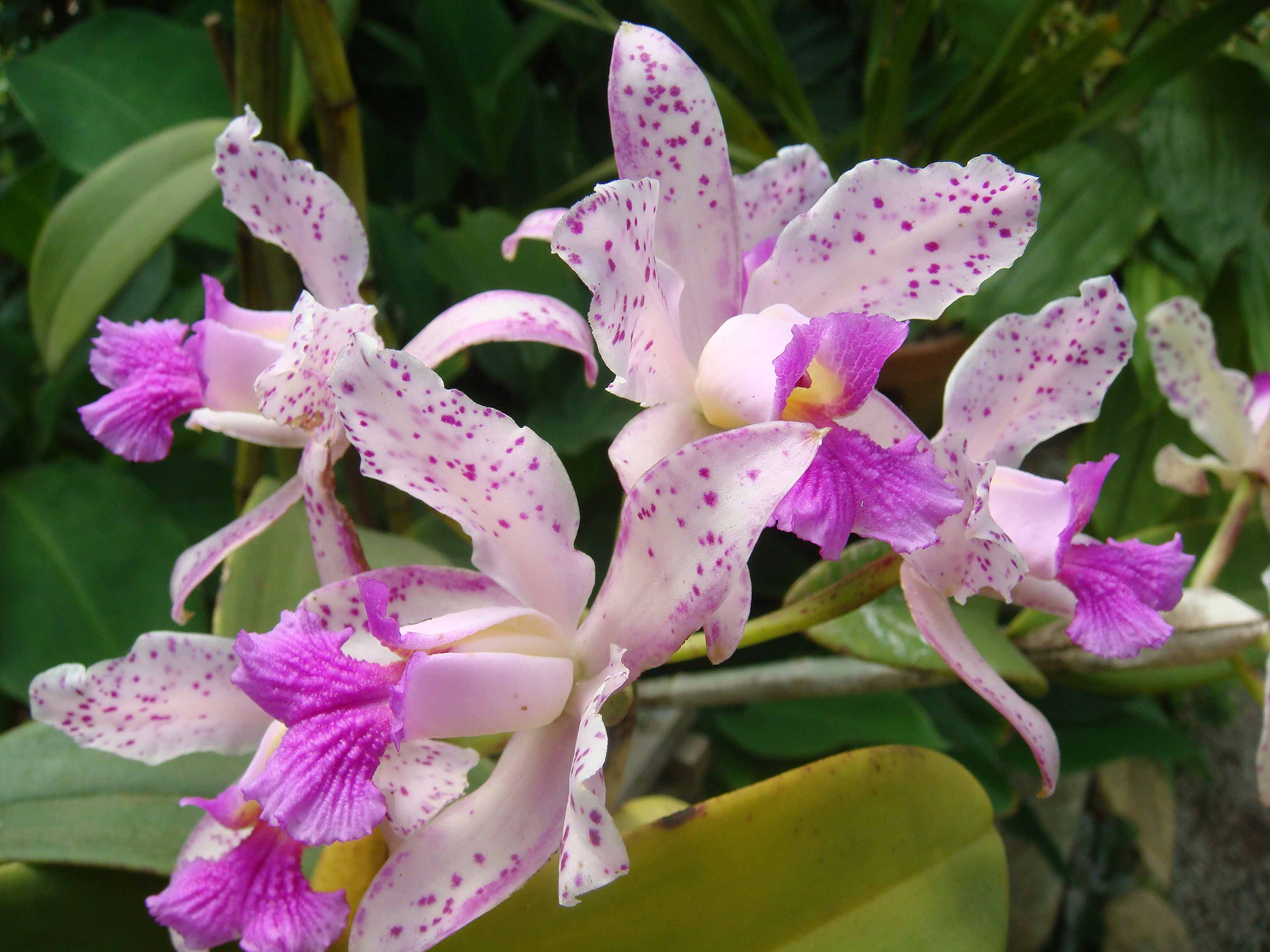